# Pedosféra

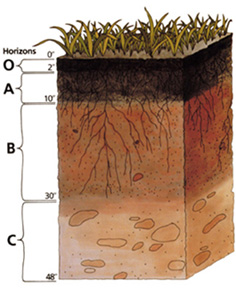
Půdní horizonty tvořící pedosféru, O – Organická hmota, A – Humusový horizont, B – spodní anorganický horizont, C – podložní hornina

Pedosféra (z řeckého slova pedon = půda) je půdní obal Země nacházející se na povrchu litosféry. Vzniká z půdotvorného substrátu (zvětralá a někdy i chemicky pozměněná matečná hornina) za spolupůsobení živých organismů, jejich odumřelých těl, klimatu, reliéfu a času. Na různých místech může být pedosféra různě silná – od několika centimetrů (leptosoly) až po několik metrů (černozemě). Rozhodující vliv na úrodnost má míra zastoupení humusu. Pedosféru rozdělujeme na půdní typy a půdní druhy. Půdní typy určujeme na základě zastoupení půdních horizontů, tedy jednotlivých vrstev v půdním profilu. Mezi půdní typy patří např. černozemě (obsahuje velkou část humusu), hnědozemě (obsahuje menší část humusu), hnědé lesní půdy (obsahují malou část humusu), podzoly (obsahují velmi malou část humusu). Půdní druhy se stanovují podle velikosti částic obsažených v půdě. Existují tak například např. písčité půdy (velké částice, propustný), hlinitopísčité půdy, písčitohlinité půdy, hlinité půdy (menší částice, středně propustný), jílovitohlinité půdy, hlinitojílovité půdy, jílovité půdy (malé částice, velmi málo propustný, až nepropustný).

## Pedosféra obecně
Pedosféra je půdní obal Země, který vznikl (zvětráváním) přeměnou svrchní části zemské kůry působením organismů, vzduchu, vody a slunečního záření. Pedosféra leží na styku s litosférou, kryosférou, atmosférou, hydrosférou, biosférou a socioekonomickou sférou, tyto geosféry podmiňují v pedosféře pochody vedoucí k její vertikální a horizontální diferenciaci.
Půda je výřez pedosférou od svrchní části až po mateční horninu.

## Složky půdy
- pevná anorganická složka (nerosty, horniny)
- pevná organická složka (humus)
- kapalná složka (půdní voda)
- plynná složka (kyslík, dusík a ostatní plyny)
- živá složka (tzv. edafon = půdní organismy)

## Půdotvorní činitelé

### Hlavní půdotvorní činitelé
- Mateční hornina – nerostným složením ovlivňuje zásobu živin a chemické složení půdy. Má také vliv na barvu a zrnitost půdy.
- Podnebí – teplotou a srážkami se podílí mimo jiné na rychlosti chemických reakcí v půdě.
- Živé organismy – mikroorganismy rozkládají organické látky.
- Podzemní voda – umožňuje redukční procesy a pohyb složek půdní hmoty.
- Reliéf území – nadmořská výška, sklon a expozice svahů ovlivňují vlhkost a teplotu půdy
- Čas – 1 centimetr půdy se vytváří cca 100 let
- Člověk – svými zásahy reguluje průběh půdotvorného procesu.

## Půdní typy
Určují se dle uspořádání půdních horizontů. Rozlišujeme například:
1. Červenožluté půdy – v oblastech kolem rovníku, probíhá v nich rychlý rozklad organismů, půda rychle vyčerpatelná, nepříliš vhodná pro zemědělství
2. Červenozemě – oblasti savan, sloučeniny Fe a Al zbarvují v období sucha půdu do červena, relativně úrodné půdy – nepříliš využívané, snad kromě oblastí brazilských států Paraná, Mato Grosso do Sul, Mato Grosso, Sao Paulo, atd., kde se často využívají pro pěstování sóji, kukuřice, atp.
3. Pouštní a polopouštní půdy – roční úhrn srážek je menší než 150 mm, nízký obsah humusu
4. Žlutozemě a červenozemě vlhkých subtropických lesů – například Florida, vysoký obsah a tvorba sloučenin železa
5. Černozem – stepní a lesostepní oblasti mírného podnebného pásu, nejúrodnější půdy na Zemi, hluboký horizont humusu (60–100 cm), na těchto půdách se rozkládají obilnice světa (Kanada, USA, Kazachstán, Ukrajina), v ČR malé zastoupení v oblasti nížin
6. Hnědozem – oproti černozemi menší zastoupení humusu, vznikají ilimerizací
7. Kambizemě (dříve hnědé lesní půdy) – výskyt pod listnatými lesy, nejčastější půdní typ v ČR
8. Rendziny – půdy vázány na vápenaté a dolomitové substráty, vysoký podíl skeletu, výskyt v krasových oblastech
9. Fluvisoly (také nivní půdy) – půdy vázány na říční sedimenty v nivách řek
10. Podzolové půdy – vznikají v oblasti tajgy (Rusko, Kanada), značně kyselé půdy, málo úrodné
11. Tundrové půdy – vznikají v subarktických podmínkách

## Půdní druhy
Určují se na základě zrnitosti půdy – poměrné zastoupení dvou zrnitostních kategorii (skelet = částice větší než 2 mm; jemnozem = částice menší než 2 mm)
1. Kamenité půdy
2. Štěrkovitokamenité půdy
3. Kamenitoštěrkovité půdy
4. Štěrkovité půdy
5. Písčitoštěrkovité půdy
6. Štěrkovitopísčité půdy
7. Lehké (písčité půdy) – dobře propustné a provzdušněné půdy – vyskytují se na vátých píscích a pískovcích
8. Hlinitopísčité půdy
9. Písčitohlinité půdy
10. Středně těžké (hlinité půdy) – hluboký horizont, zemědělsky nejvíce využívané, výskyt v nížinách
11. Jílovitohlinité půdy
12. Hlinitojílovité půdy
13. Těžké (jílovité půdy) – málo propustné půdy, zemědělsky nevyužívané